# Maytenus purpusii
Maytenus purpusii är en benvedsväxtart som beskrevs av Lundell. Maytenus purpusii ingår i släktet Maytenus och familjen Celastraceae. Inga underarter finns listade.